# Калуле, Аюб
Аюб Калуле (англ. Ayub Kalule; род. 6 января 1954, Кампала) — угандийский боксёр, представитель нескольких весовых категорий от полулёгкой до средней. Выступал за сборную Уганды по боксу в первой половине 1970-х годов, чемпион мира, чемпион Африки, победитель Игр Содружества. В период 1976—1986 годов успешно боксировал на профессиональном уровне, владел титулом чемпиона мира по версии WBA.

## Биография
Аюб Калуле родился 6 января 1954 года в городе Кампала, Уганда.

### Любительская карьера
Первого серьёзного успеха на взрослом международном уровне добился в сезоне 1973 года, когда вошёл в основной состав угандийской национальной сборной и побывал на международном турнире «Золотой пояс» в Бухаресте, откуда привёз награду бронзового достоинства, выигранную в зачёте полулёгкой весовой категории.
В 1984 году одержал победу на Играх Британского Содружества наций в Крайстчёрче и на чемпионате мира в Гаване, где в финале взял верх над болгарином Владимиром Колевым. Кроме того, победил на домашнем чемпионате Африки в Кампале и на международном турнире TSC в Восточном Берлине. При этом выступал уже в лёгкой и первой полусредней весовых категориях.

### Профессиональная карьера
Покинув любительский бокс, в апреле 1976 года Калуле успешно дебютировал на профессиональном уровне. Подписал контракт с датским промоушеном Team Palle и выступал преимущественно на территории Дании. В 1978 году завоевал и защитил титул чемпиона Содружества в средней весовой категории. Взял верх над американским олимпийским чемпионом Шугар Рэй Силсом.
Имея в послужном списке 30 побед без единого поражения, в 1979 году удостоился права оспорить титул чемпиона мира в первом среднем весе по версии Всемирной боксёрской ассоциации (WBA) и отправился в Японию боксировать с действующим чемпионом Масаси Кудо. Противостояние между ними продлилось все отведённые 15 раундов, в итоге судьи единогласным решением отдали победу Калуле.
Впоследствии сумел четыре раза защитить полученный чемпионский пояс, лишившись его только в июне 1981 года — проиграл техническим нокаутом в девятом раунде знаменитому американцу Шугар Рэй Леонарду.
Одержав ещё четыре победы в рейтинговых боях, в 1982 году попытался вернуть себе титул чемпиона мира WBA в первом среднем весе, который на тот момент принадлежал американскому боксёру Дейви Муру. Однако вновь проиграл техническим нокаутом, потерпев второе поражение в профессиональной карьере. Затем последовало досрочное поражение от представителя Ямайки Майка Маккаллума.
Несмотря на два проигрыша подряд, Калуле продолжил выходить на ринг и в 1985 году завоевал титул чемпиона Европы в среднем весе по версии Европейского боксёрского союза (EBU). Один раз защитил этот титул, но во время второй защиты уступил его непобеждённому британцу Херолу Грэму и на этом завершил карьеру профессионального боксёра. В общей сложности провёл на профи-ринге 50 поединков, из них 46 выиграл (в том числе 23 досрочно) и 4 проиграл.